# Illa Livingston

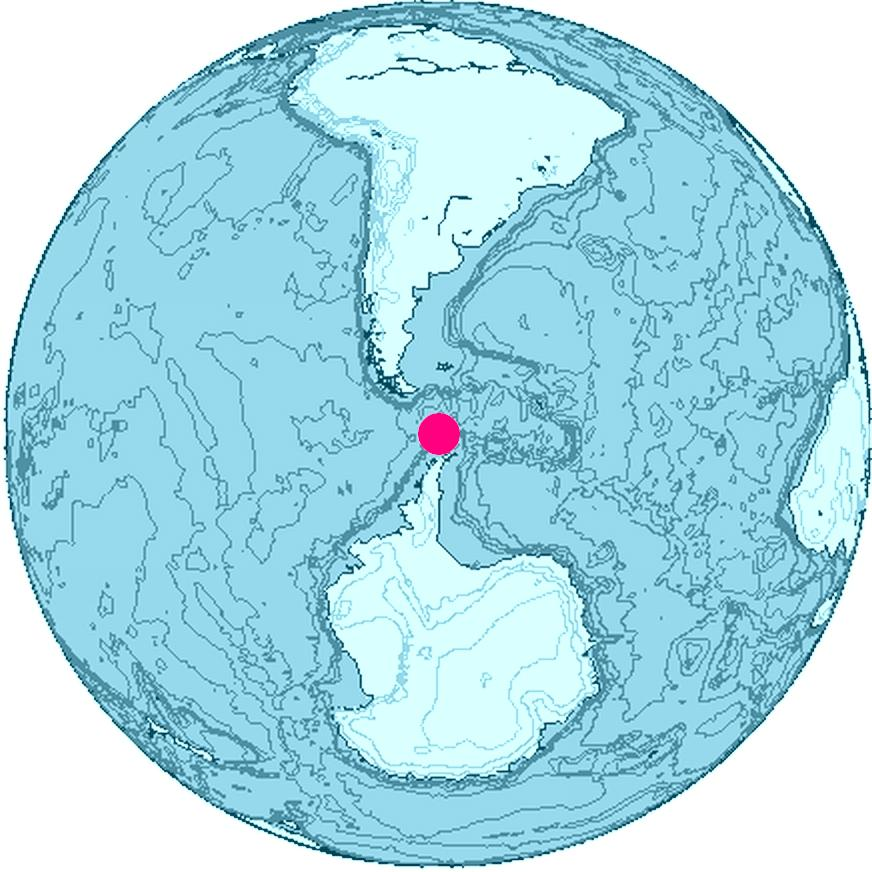
Localització de l'Illa Livingston

L'Illa Livingston és una illa antàrtica situada a les Illes Shetland del Sud, Antàrtida Occidental, que es troba entre l'Illa Greenwich i l'Illa Snow. Aquesta illa era coneguda pels caçadors de foques ja des del 1819, el nom d'illa Livingston ha quedat ben establert a nivell internacional per haver estat usat des de fa més de 180 anys.

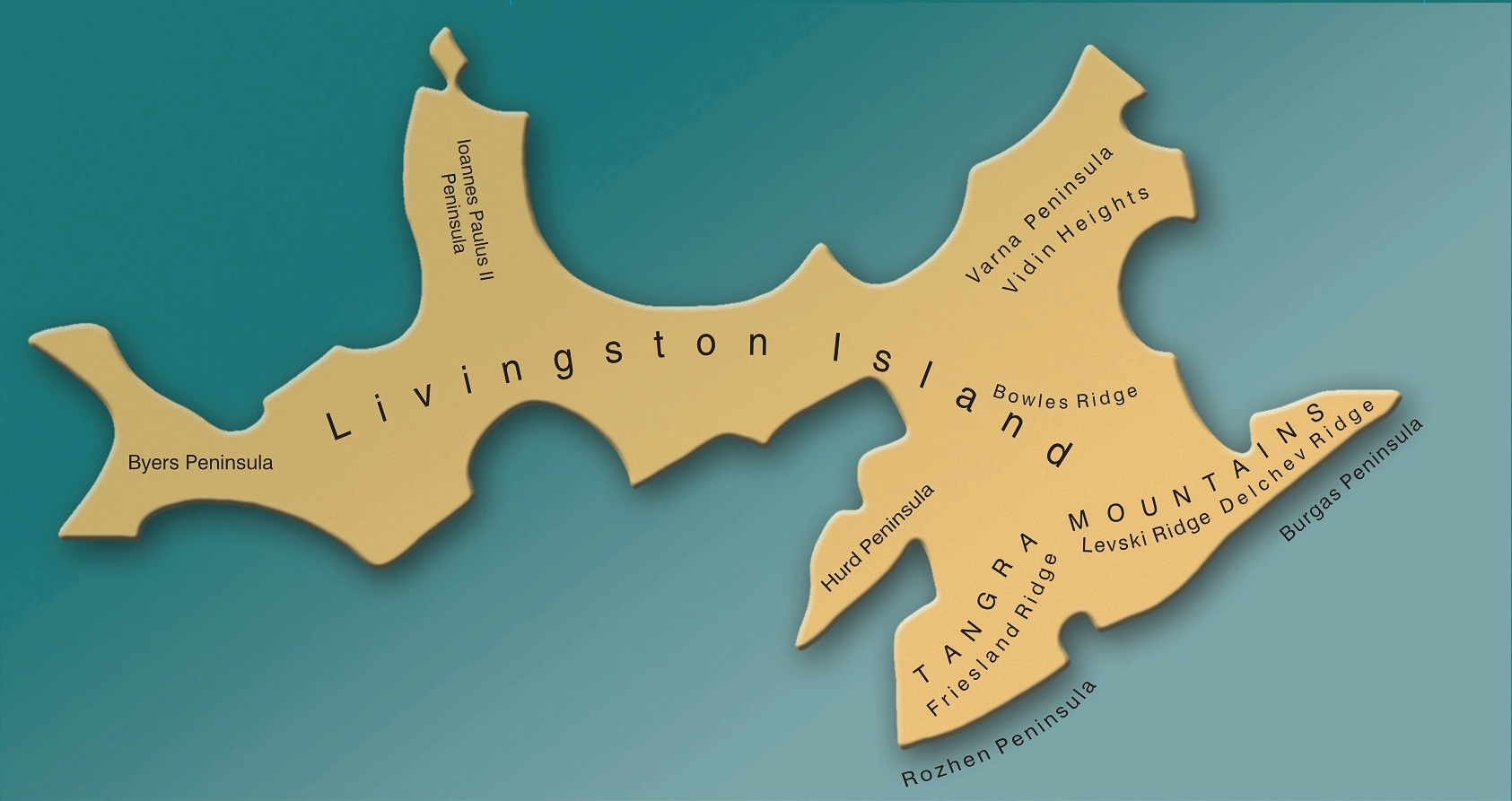
Mapa de l'illa

## Geografia

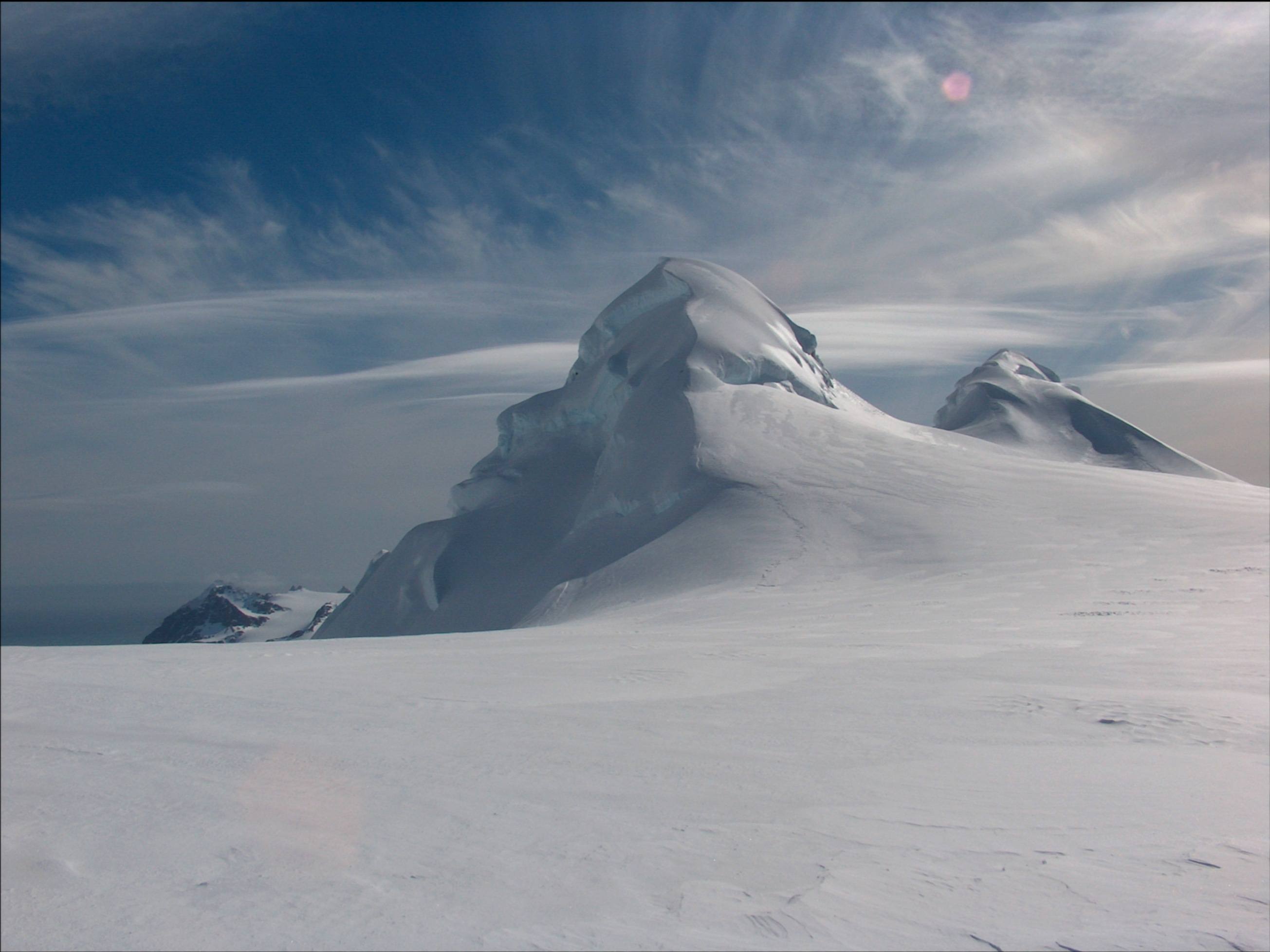
Serralada de Pliska

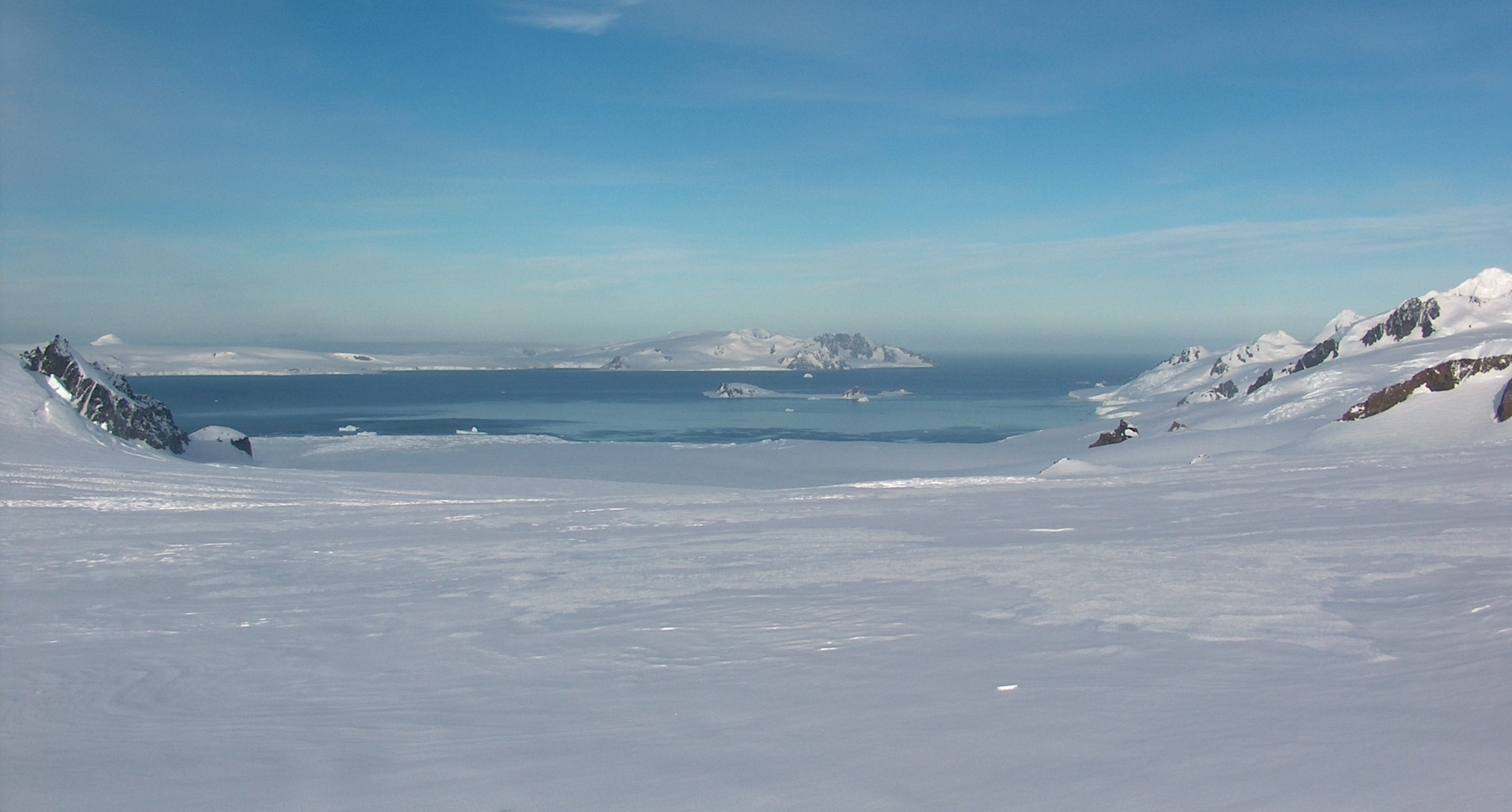
Glacera Huron amb l'Estret de McFarlane i les illes de Mitja Lluna i Greenwich

Livingston se situa a l'oceà Antàrtic, 110 km al nord-oest del Cap Roquemaurel al continent Antàrtic, 830 km al sud-sud-est de Cap d'Hornos a l'Amèrica del Sud, 820 km al sud-est de les Illes Diego Ramírez (la terra més austral d'Amèrica del Sud), 1000 km al sud de les Illes Malvines, 1600 km al sud-oest de l'Illa Geòrgia del Sud, i 3000 km del pol Sud.
L'Illa és part de l'arxipèlag de les Shetland del Sud, una cadena d'illes que esten per sobre de 500 km en la direcció d'est-nord-est a l'oest-sud-oest, i està separat des de la Península Antàrtica pròxima prop de l'Estret Bransfield, i d'Amèrica del Sud prop del Pas de Drake. Les Shetlands del Sud cobreixen una àrea de terra total de 3.687 km², i comprenen (d'est a oest) les illes Clarence, Elefant (Elephant), Rei Jordi, Nelson, Robert, Greenwich, Livingston, Decepció (Deception), Neu (Snow), Baixa (Low) i Smith, i altres illots i roques petites.
Livingston està separada de l'Illa Greenwich a l'est i Illa Snow a l'oest-sud-oest respectivament per l'estret McFarlane i per l'estret Morton. L'Illa Decepció, situada a l'Estret Bransfield només a 18 km al sud-oest de Punt Barnard, és un volcà. El seu cràter forma la badia protegida de Port Foster, a la qual s'entra per l'estret de Neptunes Bellows.
L'illa s'estén 73 km des de Punt Start a l'oest a Punt Renier a l'est, i la seva amplada varia des de 5 km al coll entre Badia Sud i Badia Hero, fins a 34 km entre Punt Botev al sud i Punt Williams al nord. La seva àrea de superfície és de 974 km². Hi ha molts illots i roques en les aigües circumdants, especialment al llarg de la costa nord. Més grans són l'Illa Rugosa (Rugged) a l'oest de Península Byers, l'Illa Mitja Lluna (Half Moon) en la Badia Lluna (Moon), i l'Illa Desolació (Desolation) en la Badia Hero al nord.
Els penya-segats de gel formen la majoria del línia de costa, però en les darreres dècades sovint es retiren i descobreixen badies, platges i punts nous. Amb l'excepció de trossos aïllats, la superfície de terra és coberta per un casquet glacial, altament fragmentat en certs segments. Les cúpules de gel i els planells dominen a les àrees centrals i occidentals, i un cert nombre de glaceres de valls són formades per l'alleujament muntanyós de Livingston oriental. Típic de la glaciologia de l'illa són les capes de cendra conspícues que s'originen a partir de l'activitat volcànica a l'Illa de Decepció veïna.
A part de la península extensa de Byers (61 km²) que forma l'extremitat occidental de Livingston, els territoris de l'illa que són lliures de gel inclouen àrees costaneres petites al Cap Shirreff, Punt Siddons, Punt Hannah, Punt de Williams, Península Hurd i Península Rozhen, així com pendents a les serralades, carenes i alçàries a Livingston oriental que són massa costerudes per quedar-se neu. Les formacions de muntanyes principals inclouen la Muntanya de Tangra (extensió 30 km, amb el Mont Friesland 1700 m alt), serralada de Bowles (6,5 km, 822 m alt), alçades de Vidin (8 km, 604 m), serraladas de Burdick (773 m), Melnik (696 m) i Pliska (667 m).
La línia costanera de l'illa és irregular, amb més les badies significatives de Badia Sud, Badia Falsa, Badia Lluna, Hero, Barclay, New Plymouth, Osogovo i Walker, i les penínsules de Hurd (extensió 10 km), Rozhen (9 km), Burgas (10,5 km), Varna (12 km), Ioannes Paulus II (12,8 km) i Byers (15 km).
A diferència de les regions internes del continent d'Antàrtic, on el clima és fortament continental, sec, amb temps estable i assolellat predominant, el clima de les àrees costaneres a la regió de la Península Antàrtica i les illes Shetland del Sud és típicament marítim i humit, amb temps molt canviable, ventós, i rarament assolellat. El temps local de Livingston té una especialment mala reputació. El whiteout ("blanc-total") és freqüent, i les rufagues poden passar a qualsevol moment en l'any. Segons l'alpinista australià Damien Gildea, Livingston té el pitjor temps al món; segons l'alpinista búlgar Doychin Vasilev, si l'Himàlaia tingués el temps de Livingston, llavors la humanitat s'hauria oblidat d'aquella muntanya.
Les temperatures són molt constants, rarament excedeixen 3 °C en l'estiu, o cauen per sota –11 °C a l'hivern. El refredament addicional provocat pel vent pot arribar a 5-10 °C. Es pot comparar el seu clima amb altres zones del món, com per exemple:
Illa Livingston: –2,7 °C; 1,3 °C; –7 °C; 800 mm; 
Cherni Vrah (un pic de 2290 m d'altura, situat 6,5 km des de Sofia): 0,1 °C; 8,6 °C; –8,1 °C; 1178 mm; 
Reykjavík: 5,1 °C; 11,4 °C; –3 °C; 779 mm;
Barcelona: 16,4 °C; 24,4 °C; 9,4 °C; 593 mm.

## Història

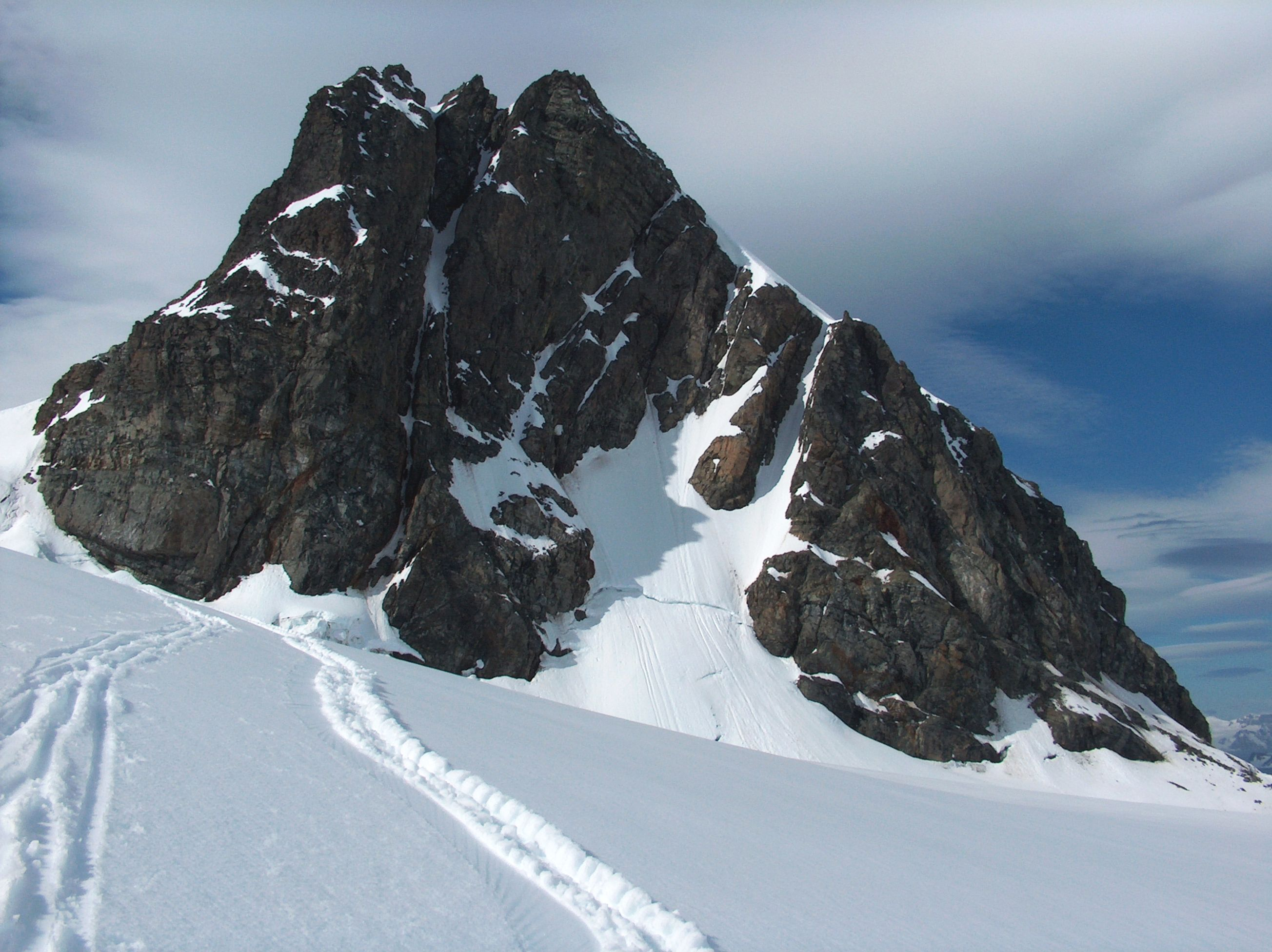
Nunatak de Atanasoff

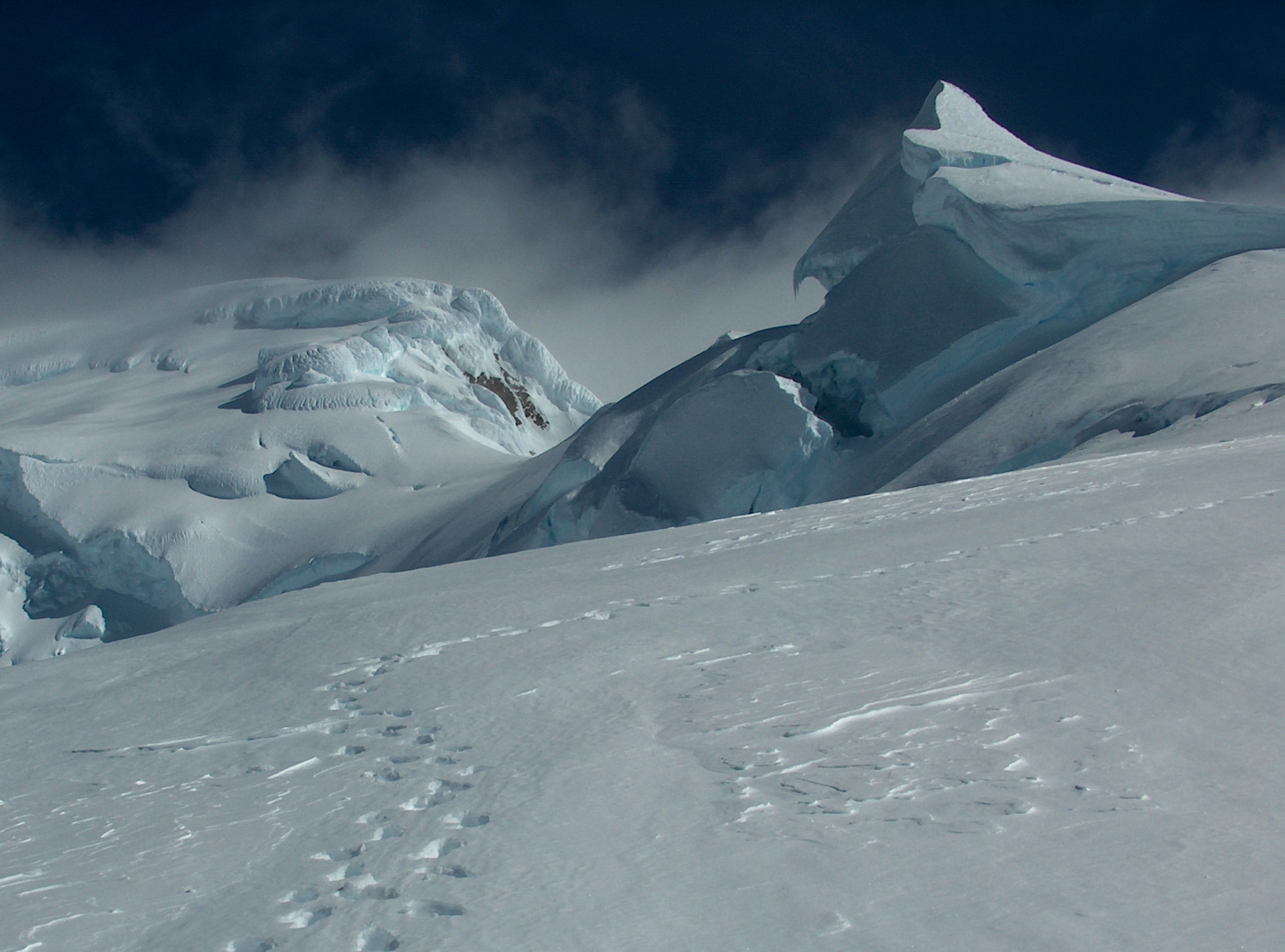
Pic de Ongal

L'Antàrtida comprèn el Continent d'Antàrtic (aquella Terra Australis Incognita mítica la recerca de la qual ha inspirat moltes descobertes geogràfiques en el passat) així com les illes i aigües polars adjacents. El seu límit físic natural és la Convergència Antàrtica, una zona ben definida que és aproximadament 50 km ample i que encercla la terra en aproximadament 55° de latitud sud on es troben les aigües fredes del sud i les aigües més calentes del nord. Una part d'aquest Antàrtida ‘geogràfic' són les illes següents, que se situen al nord de 60° de latitud sud i pertanyen a certs països: Illes Geòrgia del Sud i Sandwich del Sud (Regne Unit), Illa Bouvet / Bouvetøya (Noruega), Illa Heard i illes McDonald (Austràlia), i Illes Kerguelen (França).
Els territoris situats al sud de 60° de latitud sud formen l'Antàrtida que es governa sota el sistema de Tractat Antàrtic al costat d'un club exclusiu de nacions que actualment inclou el Regne Unit, Sud-àfrica, Bèlgica, el Japó, EUA, Noruega, França, Nova Zelanda, Rússia, Polònia, Argentina, Austràlia, Xile, Països Baixos, Brasil, Bulgària, Alemanya, Uruguai, Itàlia, Perú, Espanya, Xina, Índia, Suècia, Finlàndia, Corea del Sud, Equador i Ucraïna.
Segons alguns historiadors, l'holandès Dirck Gerritsz el 1599, o l'espanyol Gabriel de Castilla en 1603, podrien haver estat els primers en albirar terra antàrtica. Tots dos, suposadament, haurien navegat al sud del Pas de Drake en l'àrea de les Illes Shetland del Sud. Més ben documentada és la descoberta d'illa Geòrgia del Sud pel comerciant anglès Antony de la Roché, el vaixell del qual va prendre refugi en una de les badies d'aquella illa l'abril de 1675.
El primer territori descobert de l'Antàrtida va ser l'Illa Livingston, al Segle XIX. El capità anglès William Smith amb el bergantí comercial Williams, mentre navega a Valparaíso el 1819, el 19 de febrer v a veure Punt Williams, l'extremitat nord-est de l'illa.
Pocs mesos més tard Smith revisitava l'arxipèlag, aterrava a l'Illa del Rei Jordi i reclamava les terres noves per al Regne Unit el 16 d'octubre de 1819. Mentrestant, un nau espanyola es feia malbé en el mal temps en el Pas de Drake i s'havia enfonsat fora la costa nord de Livingston el setembre de 1819. El San Telmo amb 74 canons, comandada pel Capità Rosendo Porlier, era l'almirall d'un esquadró naval espanyol que navegava a Callao per reforçar les tropes colonials que estaven combatent els moviment independentista de l'Amèrica colonial espanyola. Els 644 oficials, soldats i mariners a San Telmo eren les primeres persones que moririen a l'Antàrtida. Mentre que ningú no va sobreviure, les restes del seu naufragi van ser trobades posteriorment per caçadors de foques en Platja de Mitja Lluna prop del Cap Shirreff.
El desembre de 1819, William Smith retornava als Shetlands del Sud una vegada més. Aquesta vegada era llogat pel Capità William Shirreff, l'oficial comandant britànic en Oceà Pacífic qui tenia base a Xile, i era acompanyat pel Lloctinent Edward Bransfield que era l'encarregat de cartografiar les noves terres. El 30 de gener de 1820 veieren les muntanyes de la Península Antàrtica, no sabent que ja havien estat descobertes poc abans per una expedició antàrtica russa de Fabian Gottlieb Thaddeus von Bellingshausen i Mikhaïl Làzarev.
Un any més tard, els russos completaven la circumnavegació de l'Antàrtida i arribaven en el regió dels Shetlands del Sud el gener de 1821. Mentre navegava entre Illa de Decepció i Illa Livingston, Bellingshausen trobà el Capità nord-americà Nathaniel Palmer, un altre pioner d'exploració antàrtica. La primera descoberta de l'Antàrtida s'ha disputat entre els noms de Bransfield, Palmer i Bellingshausen, actualment es creu que els primers van ser els russos.
El primer desembarcament al continent antàrtic es va fer el 7 de febrer de 1821 a la Badia Hughes de la Península Antàrtica, quan el vaixell dels Estats Units Huron comandat pel Capità John Davis estava explorant foques l'àrea al sud de les Illes Shetland del Sud. Els primers homes a hivernar-hi van ser els tripulants del vaixell anglès Lord Melville.
Les restes de cabanes i artefactes dels caçadors de foques encara es troben en Illa Livingston, que posseeix la concentració més gran de llocs d'importància històrica de l'Antàrtida després de les illes Geòrgia del Sud i Sandwich del Sud.

## Bases científiques

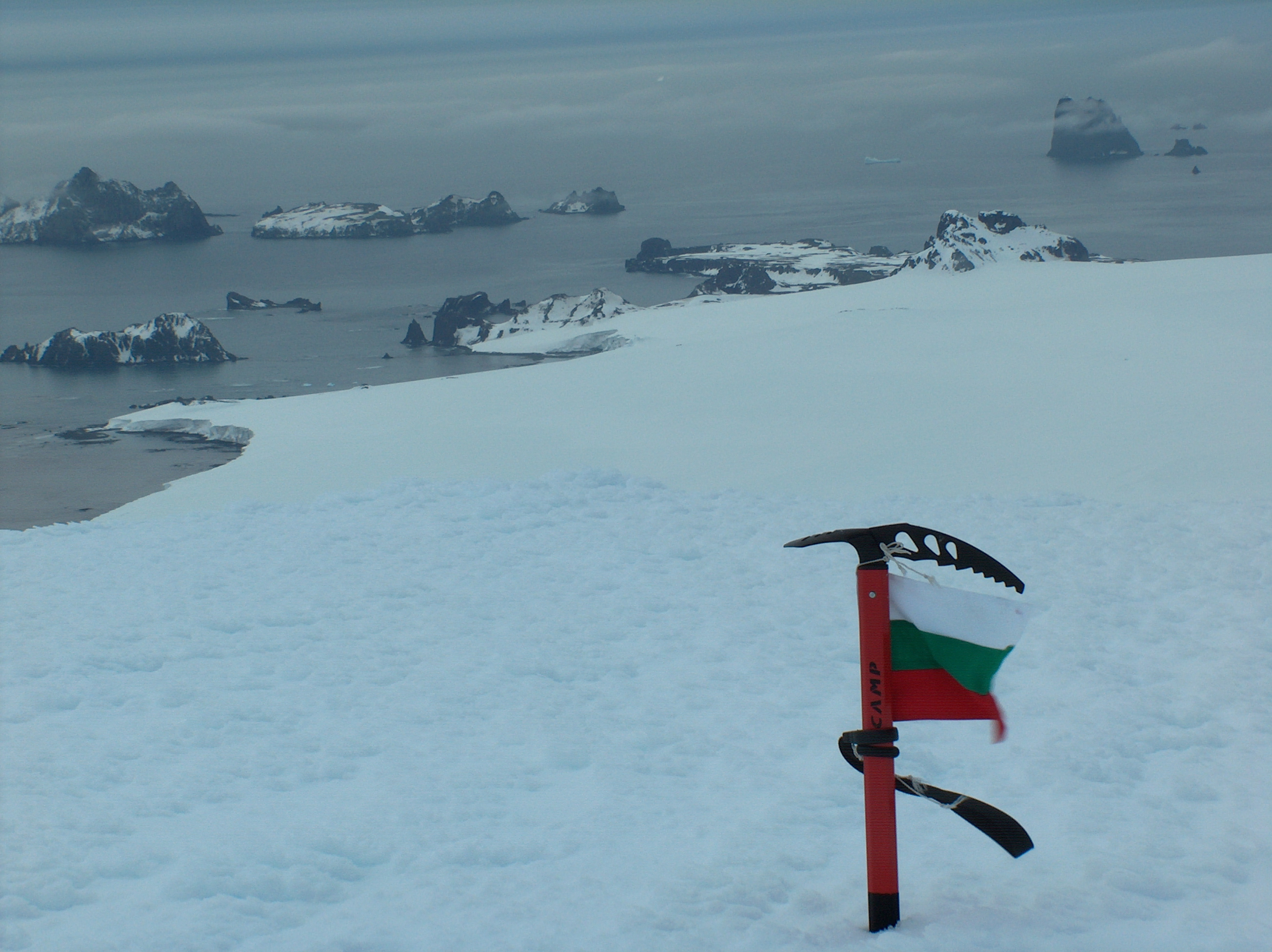
Punt Williams, descobria en 19 de febrer de 1819

Les bases científiques permanents de Joan Carles I (Espanya) i Sant Climent d'Ohrid (Bulgària) s'establia el 1988 a la Badia Sud, la base petita Shirreff (o Guillermo Mann, Xile i els Estats Units) al territori protegit Shireff és des de 1991, i la base conservada Cámara (Argentina) a l'Illa Mitja Lluna és des de 1953.
Els campaments s'estableixen per fer recerca en àrees distants de l'illa. El Campament Byers (Espanya) funciona regularment prop de Punt Nikopol al territori protegit de Byers, i la localitat Camp Acadèmia a la regió central de Livingston oriental s'utilitzava com a camp base de l'expedició búlgara Tangra 2004/05 i es designa com a oficina de correus estacional dels Correus Búlgars des de 2004.

## Territoris protegits

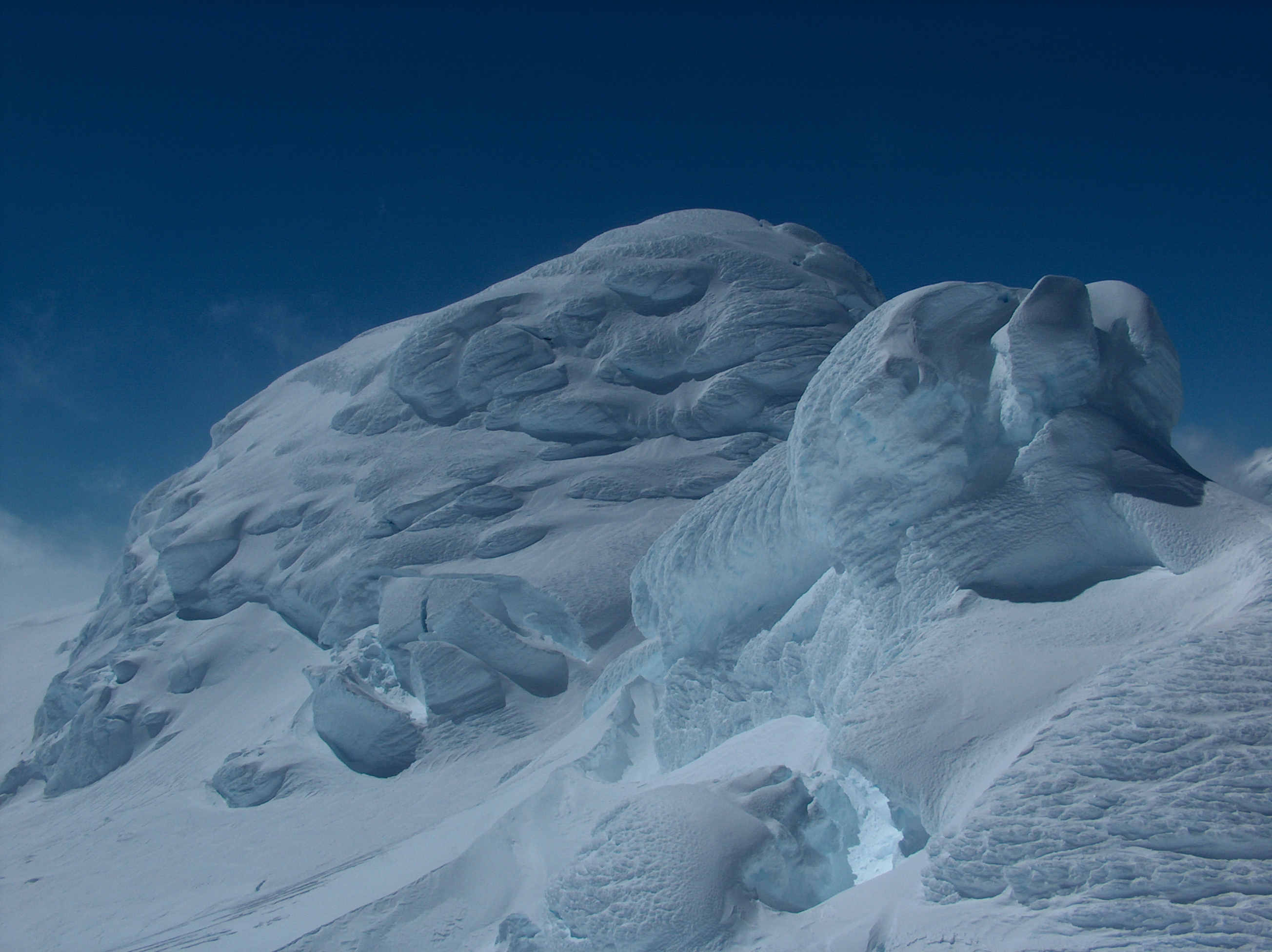
L'Esfinx i el Pic de Lyaskovets

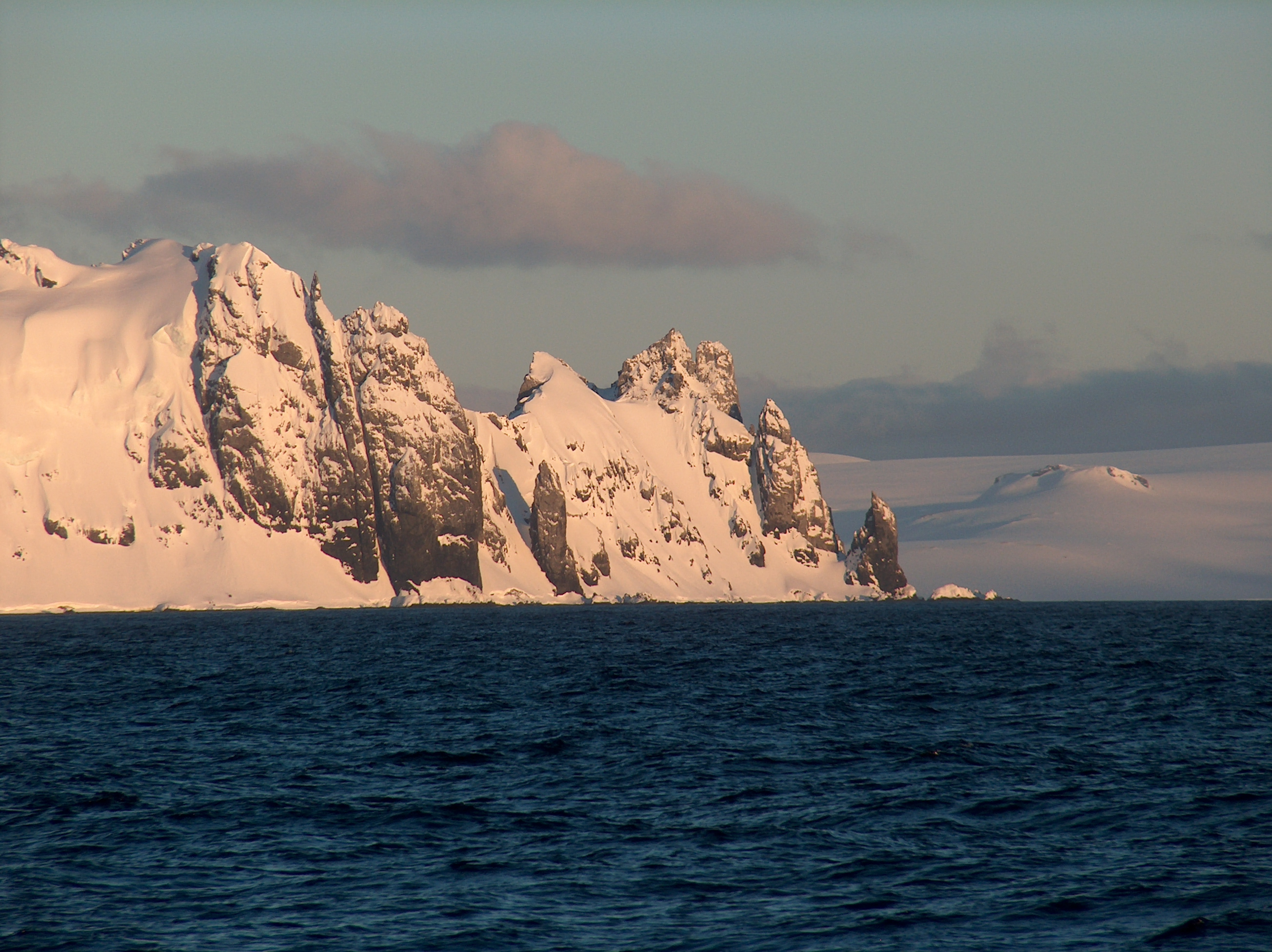
Punt Renier

Per protegir l'herència de natura, el sistema del Tractat Antàrtic té un règim general estricte, que regula la presència i les activitats humans a l'Antàrtida, i també designa alguns territoris protegits en els quals l'accés és possible només per a propòsits científics, i amb permisos especials.
Hi ha dues reserves naturals a l'Illa Livingston des de 1966, comprenent respectivament l'extensa Península Byers, i la petita península de Punt Shirreff juntament amb l'Illa Sant Telm i les aigües adjacents.
L'estudi dels fòssils suggereix un lligam entre Antàrtida i els altres continents australs, hi ha abundant flora i fauna, amb colònies de foques i de pingüins que s'estudien científicament.

## Turisme

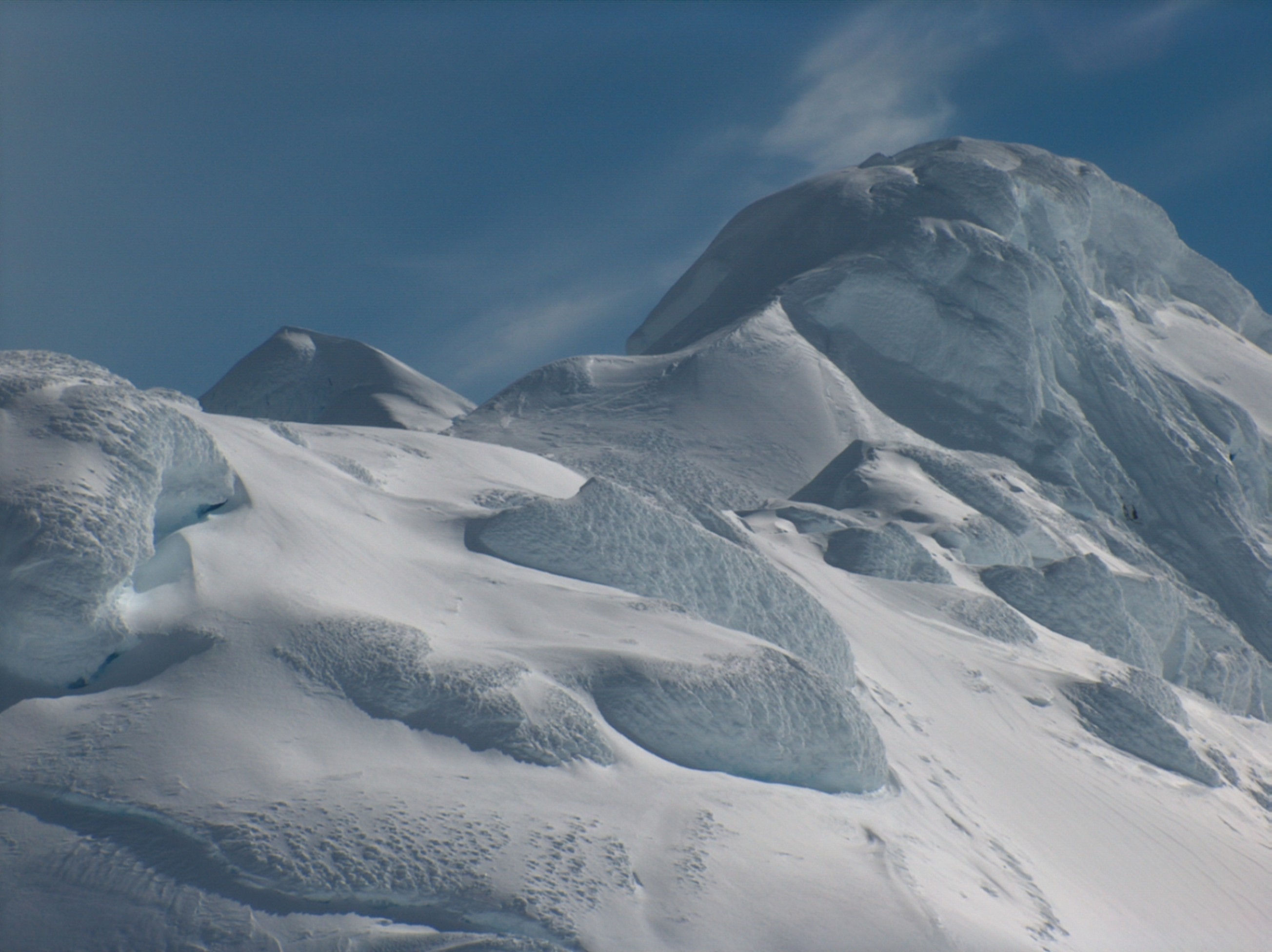
Mont Friesland

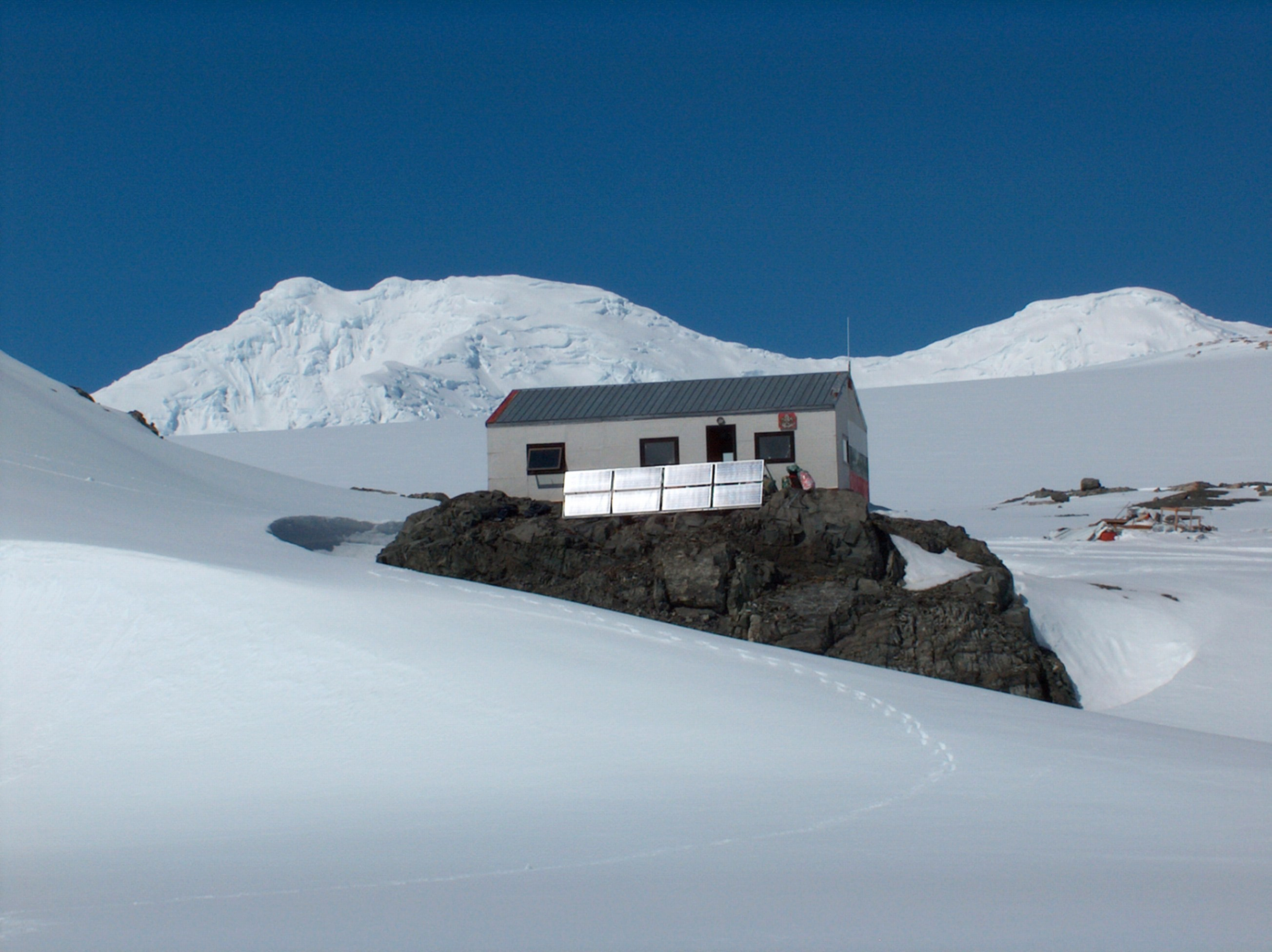
Sant Climent d'Ohrid

El turisme marítim antàrtic s'iniciava el 1958 als Illes Shetland del Sud. Des de llavors el nombre de turistes a Antàrtida ha augmentat a desenes de milers anualment, dels quals per sobre d'un 95% visita les Shetlands del Sud i la Península Antàrtica pròxima. Punt Hannah a la costa sud de Livingston i l'Illa Mitja Lluna prop de la costa est, també com l'Illa Decepció pròxima i els illots Aitcho prop d'Illa Greenwich es troben entre les destinacions més populars freqüentment visitades per vaixells de creuer, ofereixen passeigs enmig d'un paisatge espectacular i una fauna sorprenent.

## Vegeu també

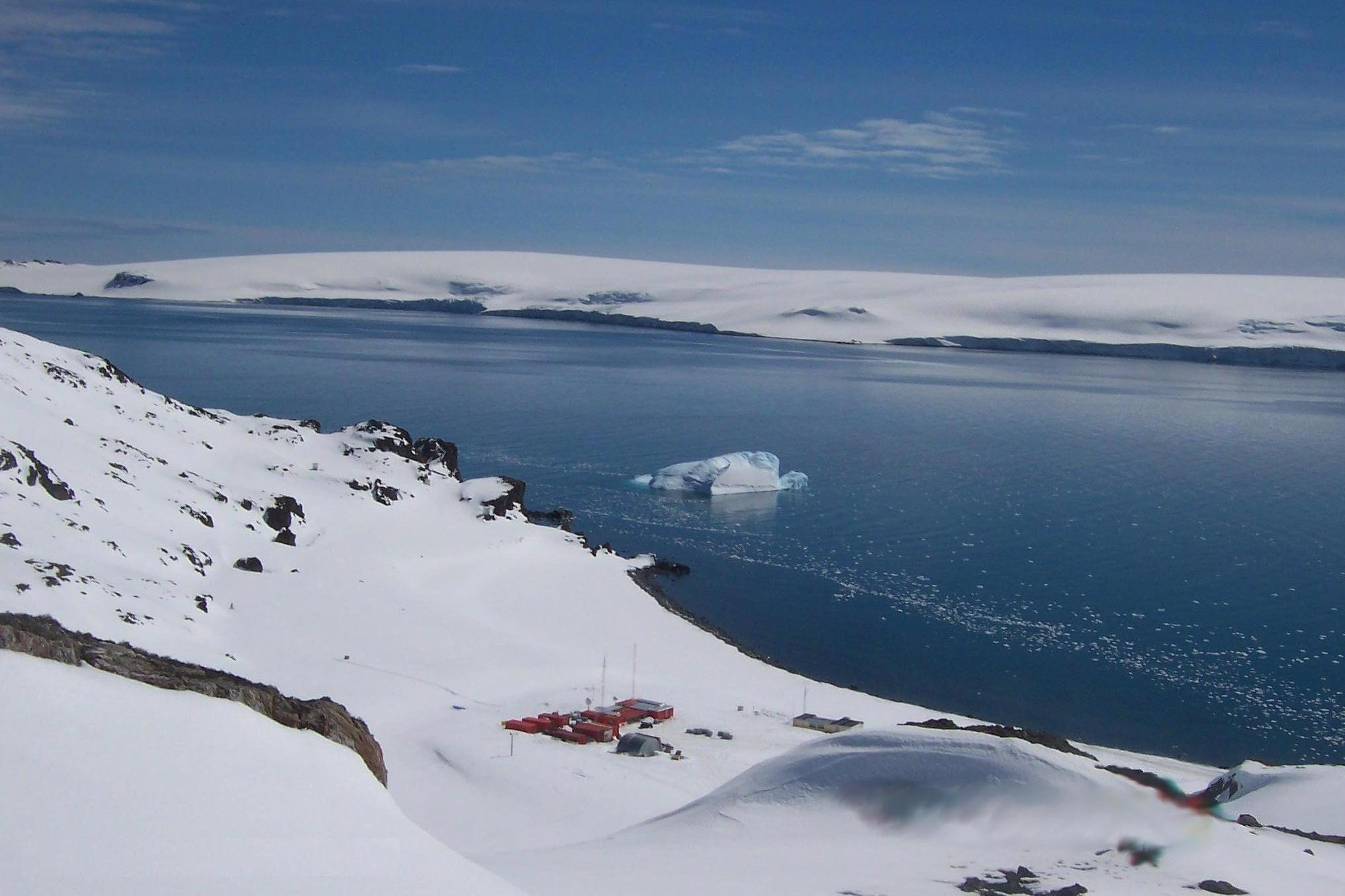
Base Joan Carles I

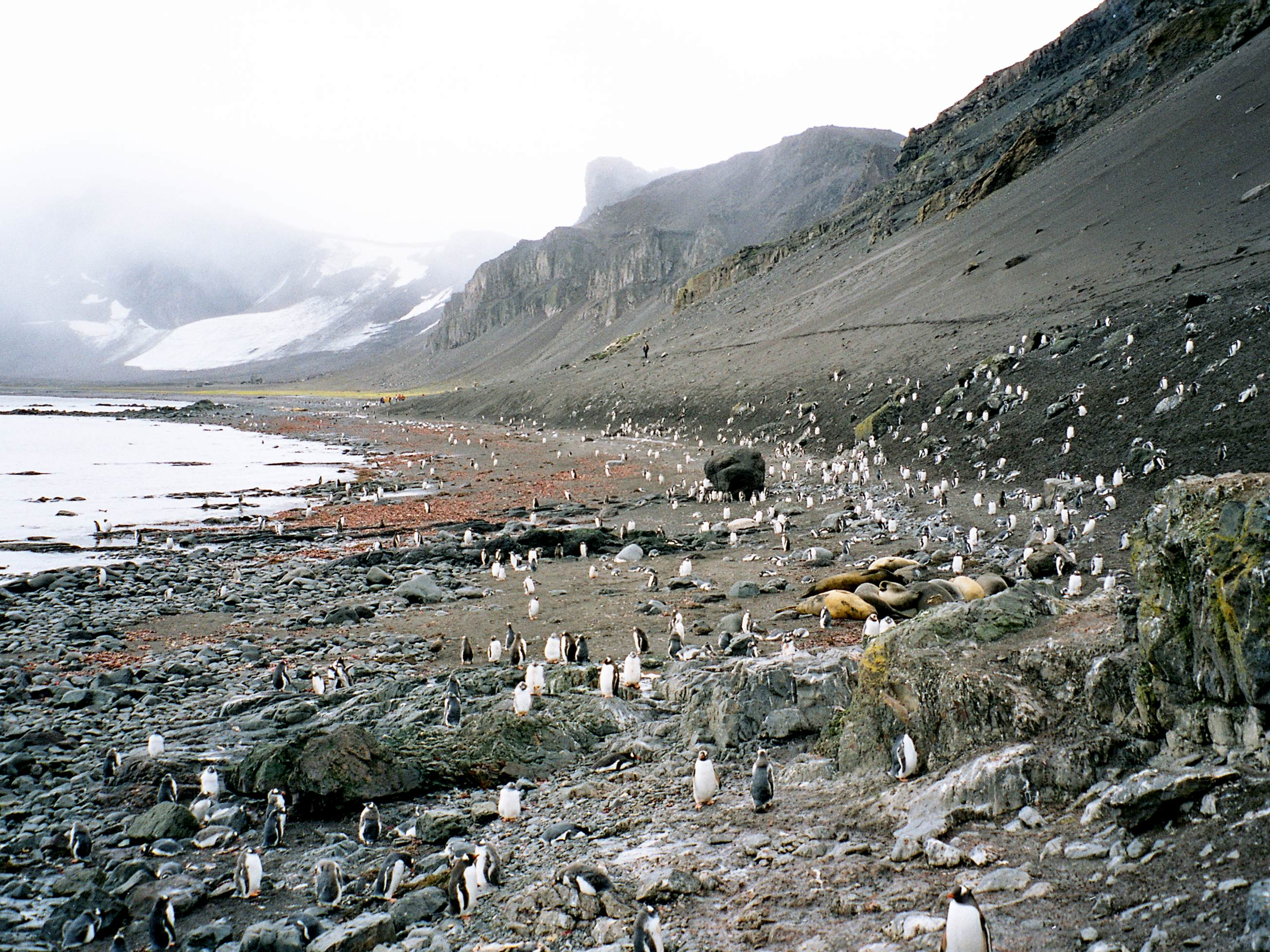
Passeig turístic en el Punt Hannah

## Mapes
- L.L. Ivanov et al, Antarctica: Livingston Island, South Shetland Islands (from English Strait to Morton Strait, with illustrations and ice-cover distribution), 1:100000 scale topographic map, Antarctic Place-names Commission of Bulgaria, Sofia, 2005 (anglès)
- L.L. Ivanov. Antarctica: Livingston Island and Greenwich, Robert, Snow and Smith Islands. Scale 1:120000 topographic map. Troyan: Manfred Wörner Foundation, 2009. ISBN 978-954-92032-6-4 (anglès)
- L.L. Ivanov. Antarctica: Livingston Island and Smith Island. Scale 1:120000 topographic map. Manfred Wörner Foundation, 2017. ISBN 978-619-90008-3-0 (anglès)

## Enllaços externs

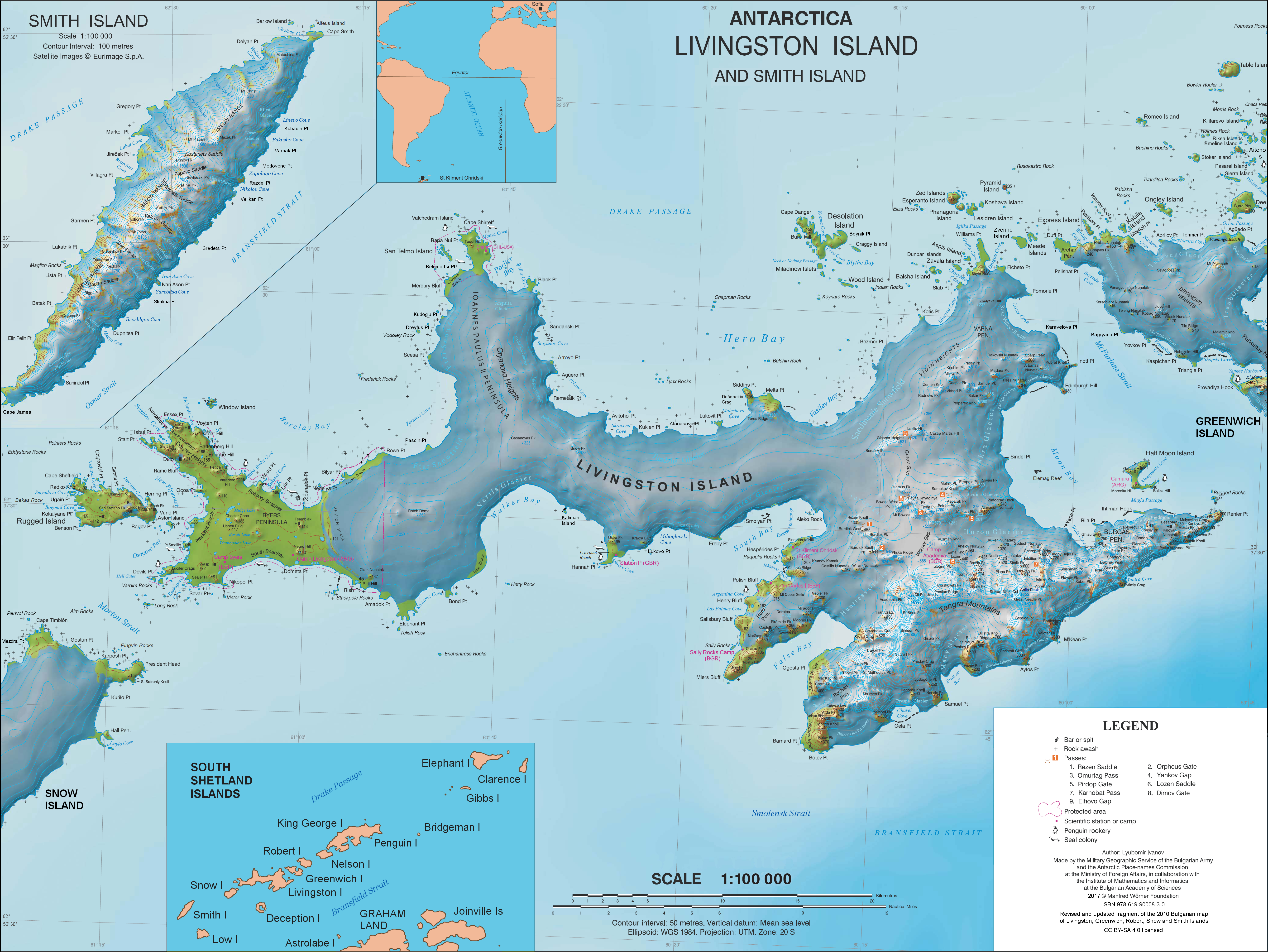
Mapa de les illes Livingston i Smith